# Bugatti EB 18/4 Veyron Concept
De Bugatti EB 18/4 Veyron Concept is een conceptauto uit eind 1999 ontworpen door de Franse autobouwer Bugatti. Het is de vierde conceptauto in de rij die uiteindelijk geleid heeft tot de productie van de Bugatti Veyron EB16.4.

## Geschiedenis
Tussen oktober 1998 en september 1999 introduceerde Bugatti een reeks door Giorgetto Giugiaro ontworpen conceptwagens, elk met permanente vierwielaandrijving en aangedreven door de door Volkswagen ontworpen W18-motor, een 6,3 liter W-motor. De eerste, de EB118, was een tweedeurs coupé die werd voorgesteld op de Mondial de l'Automobile in Parijs in 1998. De volgende, de EB218, was een vierdeurs sedan die gepresenteerd werd op het Autosalon van Genève in 1999. Een derde, de 18/3 Chiron, was een sportwagen met middenmotor, gepresenteerd op de Internationale Automobilausstellung van 1999 in Frankfurt am Main.
In oktober 1999 onthulde Bugatti een vierde conceptauto op de Tokyo Motor Show in Chiba bij Tokio. De EB 18/4 Veyron Concept was een superauto met middenmotor en werd in eigen huis gestileerd onder leiding van Hartmut Warkuß. 

### Na de EB 18/4 Veyron Concept
Nadien werd nog in 2000 een aangepaste versie, de EB 16/4 Veyron, getoond op de autosalons in Detroit, Genève en Parijs. Daarbij werd voor de eerste keer afgestapt van de W18 met drie cilinderbanken gekoppeld aan een krukas. Dit ontwerp kende koelingsproblemen hebben voor de middelste van de drie cilinderbanken. In plaats van de drie-bank W-18 van de vier vorige concepten, werd daarom gekozen voor een nieuwe W16 motor met vier cilinderbanken, waarbij men twee VR-motoren samenbracht op één krukas.  Op basis van de EB 16/4 met de W16 motorarchitectuur werd het concept van de Bugatti Veyron rijp voor productie.
De beslissing om de productie van de auto te starten, werd in 2001 door de Volkswagen-groep genomen. Het eerste wegwaardige prototype werd in augustus 2003 afgewerkt. Het was reeds identiek aan de latere serievariant, op enkele details na. Bij de overgang van ontwikkeling naar serieproductie moesten aanzienlijke technische problemen worden aangepakt, waarbij de productie herhaaldelijk werd uitgesteld tot september 2005.

## Motor
De Bugatti EB 18/4 Veyron Concept heeft een 6,3-liter W18-motor met 555 pk (bij 6800 rpm) en 650 Nm koppel (bij 4000 rpm) en een topsnelheid van 250 km/h.
- Boring x slag: 76,5 mm x 75,6 mm (= 347,5 cm³ per cilinder, over 18 cilinder 6255 cm³)

## Maten en gewichten
- gewicht: 2177 kg
- materiaal buitenkant: mogelijk koolstofvezel
- lengte: 4380 mm
- hoogte: 1206 mm

## Seriemodellen
De Veyrons die volgden op de conceptauto's en die in productie genomen werden, hebben nu een 8.0-liter W16 motor.
Bugatti Veyron EB16.4De Bugatti Veyron EB16.4 heeft een vermogen van 1.001 PK en deze auto heeft een topsnelheid van 407 km/u.
Bugatti Veyron 16.4 Grand SportDe Bugatti Veyron 16.4 Grand Sport heeft 1.001 PK en heeft een topsnelheid van 407 km/u.
Bugatti Veyron Super Sport met 1.200 PK
Bugatti Veyron Vitesse WRC met 1.200 PK en maximumsnelheid van 431 km/u.